# Ekologia teoretyczna
Ekologia teoretyczna (ang. theoretical ecology) – interdyscyplinarny dział nauki dotyczącej złożonego systemu, jakim jest biosfera (zob. cechy systemów złożonych). System globalny oraz wchodzące w jego skład mniejsze ekosystemy o różnych strukturach są opisywane jako układy dynamiczne z wykorzystaniem metod modelowania matematycznego. Przedstawiciele tak rozumianego działu ekologii łączą różne dziedziny nauki (zob. klasyfikacja nauk – nauki stykowe i integracyjne), takie jak matematyka stosowana, informatyka, fizyka statystyczna, biologia i biochemia, populacjologia i biocenologia, genetyka, epidemiologia, ewolucjonizm w biologii, naukach społecznych i polityce, teoretyczne podstawy ochrony środowiska i inne.

## Przedstawiciele ekologii teoretycznej
Matematyczne modele stosowali w biologii już Vito Volterra (1860–1940) i Alfred J. Lotka (1880–1949), twórcy pierwszego modelu układu dynamicznego drapieżnik-ofiara nazwanego równaniem Lotki-Volterry (zob. dynamika liczebności populacji, oscylacje i fluktuacje liczebności populacji). Do twórców ekologii teoretycznej są zaliczani również:  
- G. Evelyn Hutchinson (1903–1991) – pionier ekologii ekosystemów (zob. nisza ekologiczna)
- Robert MacArthur (1930–1972) – biogeograf zasłużony dla ekologii populacyjnej i ewolucyjnej (badania konkurencji międzygatunkowej)
- Richard Levins (1931–2016)[5] – ekolog, biomatematyk i filozof nauki, wskazujący połączenia między pozornie odległymi tematami, np. biologii z teorią polityki („patrzący na całość”)
- Gieorgij Gause (1910–1986) – mikrobiolog, którego imię nosi zasada konkurencyjnego wypierania z niszy ekologicznej
- Edward O. Wilson (ur. 1929) – biolog i zoolog, zainteresowany przede wszystkim entomologią, ewolucją i socjobiologią
- Howard T. Odum (1924–2002) – pionier współczesnych badań struktury ekosystemów, zainteresowany głównie ekosystemami wodnymi
- Robert May (1936–2020) – profesor biologii i fizyki teoretycznej, zajmujący się populacjologią z zastosowaniem technik matematycznych, który przyczynił się do powstania i popularyzacji ekologii teoretycznej w latach 70. i 80. XX wieku[6]
- Simon Asher Levin (ur. 1941) – ekolog i matematyk, twórca koncepcji biosfery jako systemu sterowanego adaptacyjnie

oraz George Sugihara, Joel E. Cohen, Donald DeAngelis, G. David Tilman, Robert Ulanowicz i inni.
Poniżej: 
Symulacja rozprzestrzeniania się choroby z użyciem epidemiologicznego modelu Kermacka-McKendricka SIR